# Un angelo è caduto
Un angelo è caduto (Fallen Angel) è un film noir in bianco e nero del 1945 diretto da Otto Preminger, con il direttore della fotografia Joseph LaShelle (che aveva già lavorato con Preminger nel film Vertigine di un anno prima).
La sceneggiatura si basa su Fallen Angel, romanzo di Marty Holland pubblicato a New York nel 1945. Un altro soggetto della scrittrice fu usato per un altro film noir, Il romanzo di Thelma Jordon (1950).

## Trama
Eric Stanton è costretto a scendere da un autobus perché non ha abbastanza soldi per arrivare fino a San Francisco, che si trova a circa 150 miglia. L'uomo cammina quindi fino al Pop's Eats e incontra un gruppo di uomini che stanno cercando la cameriera Stella. Apparentemente ogni uomo della città è innamorato di lei. Così comincia l'intricata storia di Eric Stanton, uno sfortunato agente pubblicitario di New York, disoccupato e al verde.
Dopo che Stella ritorna al bar, Stanton esce e si dirige verso un hotel per trovare una camera per dormire. All'hotel sono attesi il professor Madley e il suo assistente: Stanton si finge l'assistente, per poter entrare. Madley è in realtà un impostore che si spaccia per chiaroveggente. Legatosi a Madley per racimolare qualche dollaro, quale suo promotore pubblicitario, Stanton ha l'occasione di incontra Clara e June Mills, due sorelle ricche e zitelle, molto influenti nella comunità del paese: un loro assenso allo spettacolo sarebbe prezioso. Il colpo riesce e lo spettacolo si tiene: Madley inscena una seduta spiritica in cui evoca lo spirito del defunto padre delle donne, ma le due abbandonano però la seduta sconvolte.
Nel frattempo, Stanton e Stella, che ha l'abitudine di sottrarre soldi dalla cassa del ristorante, si innamorano l'uno dell'altra. Stanton decide di sposarla, ma lei rifiuta perché lui è povero e senza soldi. Sempre più preso dalla passione per la ragazza, Eric ordisce un piano per soddisfare le sue richieste: decide di sposare la più giovane delle sorelle, June, per poter poi disporre dei suoi soldi e, dopo il divorzio, sposare finalmente Stella. La sorella maggiore Clara intuisce il piano ma non riesce a impedire il matrimonio. Stanton non riesce però a stare lontano da Stella neanche durante la notte di nozze, va a farle visita ma scopre che Stella è insieme ad un altro uomo. Torna così a casa, dalla moglie. Ma la mattina dopo, al risveglio, scopre che Stella è stata uccisa.
Mark Judd, un ex-sbirro diventato detective, investiga sull'omicidio. Prima interroga uno degli ex-fidanzati di Stella e infine arriva a Stanton, il quale fugge per evitare rogne e si rifugia in una camera di hotel a San Francisco. June è al suo fianco: pur non conoscendolo ancora bene, si fida di lui e soprattutto ne è innamorata ed è disposta a dargli i suoi soldi. Ma quando la ragazza viene fermata dalla polizia proprio alla porta della banca, Stanton si dilegua. Resterà latitante per un po', fino a che, a sorpresa, si ripresenta al Pop's Eats.  Ha fatto delle indagini, ha rimesso insieme i pezzi del puzzle ed è arrivato alla conclusione che il colpevole sia Judd, il rude poliziotto, innamorato anch'egli di Stella, che l'ha uccisa in un attacco di gelosia. Stanton affronta Judd, lo smaschera e lo fa arrestare, quindi si ricongiunge alla moglie, il cui amore lo ha redento.

## Produzione
Le riprese del film, prodotto dalla Twentieth Century Fox Film Corporation e girato nella Contea di Orange, in California, durarono dal 1º maggio al 28 giugno 1945.
Il sonoro del film venne registrato con il sistema Western Electric Recording. Nel febbraio del 1945 fu annunciato che Ida Lupino avrebbe ricoperto il ruolo di June Mills. Il mese successivo la scelta dell'interprete pareva orientarsi su Anne Baxter, ma alla fine il ruolo toccò ad Alice Faye che fu molto delusa dal film perché erano state tagliate molte sue scene allo scopo di enfatizzare l'interpretazione di Linda Darnell che impersonava la sensuale Stella.

## Distribuzione
Il film fu presentato in prima mondiale a Dallas il 7 novembre 1945. Nella settimana del 14 dicembre, fu presentato anche a Los Angeles.